# Filipa Martins
Filipa Martins (1983) é uma jornalista e escritora portuguesa. Recebeu o Prémio Revelação, em 2004, na categoria de ficção, pela Associação Portuguesa de Escritores (APE), pelo seu livro Elogio do Passeio Público.

O seu segundo romance, Quanta Terra, foi publicado em 2009. Publicou o terceiro romance, Mustang Branco, em setembro de 2014 na Quetzal Editores. Também com chancela Quetzal, publica, em 2018, o romance Na Memória dos Rouxinóis, vencedor do Prémio Literário Manuel Boaventura 2019. 